# Eleonorov
Eleonorov (deutsch Eleonorenhof) ist eine Einschicht der Gemeinde Býchory in Tschechien. Sie liegt sieben Kilometer nordöstlich des Stadtzentrums von Kolín und gehört zum Okres Kolín.

## Geographie
Eleonorov befindet sich in der Středolabské tabule (Tafelland an der mittleren Elbe). Im Osten erhebt sich der Homole (279 m n.m.), nordwestlich der Vrch (Friedrichsberg, 221 m n.m.). Südwestlich erstreckt sich das Werksgelände der TPCA.
Nachbarorte sind Jestřabí Lhota im Norden, Ohaře und Němčice im Nordosten, Chrást und Bělušice im Osten, Býchory im Südosten, Písečný Mlýn und Výrovna im Süden, Ovčáry im Südwesten, Veltruby im Westen sowie Velký Osek, Bačov, Karolín und Volárna im Nordwesten.

## Geschichte
Der Meierhof Eleonorenhof wurde 1864 durch den Besitzer der Grundherrschaft Kolin, Franz Horsky von Horskysfeld angelegt. Er benannte den als landwirtschaftliches Mustergut konzipierten Hof nach seiner Mutter Eleonora, geborene Kassianová.
Entsprechend dem letzten Willen des Gründers übergab die Witwe Karoline Horsky von Horskysfeld den Hof 1877 an Horskys Enkel Adolf Richter. Im Jahre 1894 ließ Richter die von der Zuckerfabrik Kolín über Býchory nach Jestřabí Lhota führende schmalspurige Koliner Rübenbahn anlegen und am Eleonorenhof eine Beladestelle errichten. 1924 erbte seine Witwe Zdena Richterová den Besitz; sie verkaufte ihn 1939 an Dominik Čipera. Ab 1943 wurde der Hof zwangsverwaltet. Im Jahre 1946 ging er ins Eigentum von Jan Čipera, dem Sohn des Vorbesitzers über.
Nach dem Februarumsturz wurde die Familie Čipera im Mai 1948 enteignet und der Hof in die JZD "Rozkvět" Býchory umgewandelt, die 1973 in der JZD "Rudý prapor" Ovčáry aufging. Während dieser Zeit unterblieben sämtliche Instandsetzungsarbeiten. Die Rübenbahn wurde 1966 stillgelegt und die meisten Anlagen abgetragen. Nach der Samtenen Revolution wurde die JZD "Rudý prapor" 1991 aufgelöst. Im Zuge der Restitution erhielten die Nachfahren von Jan Čipera den heruntergewirtschafteten Hof zurück. Er wird nur gelegentlich bewirtschaftet und dem Verfall überlassen.